# Orfeus a Eurydika
Orfeus a Eurydika (v originále Orfeo ed Euridice) je název opery Christopha Willibalda Glucka z roku 1762. Autorem libreta je Ranier de' Calzabigi. Premiéra se konala 5. října 1762 ve vídeňském Burgtheater. Druhá verze opery byla poprvé uvedena 2. srpna 1774 v Paříži v Palais des Tuileries.
Filmová verze opery byla natočena v roce 2013 v Zámeckém divadle v Českém Krumlově. Dirigentem orchestru byl Václav Luks, režii vedl Ondřej Havelka. Roli Orfea převzal americký kontratenor Bejun Mehta, synovec dirigenta Zubina Mehty.

## Hlavní postavy
- Orfeus (alt-kastrát, v současnosti kontratenor)
- Euridika (soprán)
- Amor, bůh lásky (soprán)

## Obsah
Opera Orfeus a Eurydika má tři dějství. Její děj je vytvořen na základě řecké pověsti. Je však proti této báji pozměněn, takže má šťastný konec.
V prvním dějství Orfeus truchlí na hrobě své milé Eurydiky a rozhodne se ji vysvobodit z podsvětí. Bůh Zeus sesílá boha lásky Amora se vzkazem, že Orfeus se o vysvobození může pokusit, pokud svým zpěvem přemůže příšery podsvětí a vyvede Eurydiku z podsvětí, aniž by na ni jedinkrát pohlédl.
Ve druhém dějství Orfeus zpěvem opravdu přemůže démony, kteří hlídají vstup do podzemí a v kraji blažených – Elysiu – nalézá Eurydiku.
Ve třetím dějství vede Orfeus Eurydiku ven z podsvětí. Ta mu vyčítá, že se na ni ani jednou neohlédne tak dlouho, až to Orfeus nevydrží a podívá se na ni. Eurydika samozřejmě padá (podruhé) mrtvá k zemi, zasažena trestným bleskem bohů. Orfeus si zoufá, vytahuje dýku a chystá se ukončit i svůj život, což dojme bohy natolik, že Eurydiku vzkřísí a dovolí oběma odchod z podsvětí zpět na zem.